# Sambandsflokkurin

Vier Gründungsmitglieder 1906 (v. l. n. r.): Niclas Djurhuus aus Sumba, Jóhan C.F. Dam aus Kollafjørður, Jógvan Poulsen aus Strendur und Óli Niklái Skaalum aus Hvalba.

Sambandsflokkurin, kurz Samband (färöisch für Kontakt, Verbundenheit, Union), ist eine liberale und pro-dänische Partei der Färöer. Die deutsche Bezeichnung lautet Unionspartei.

## Geschichte
Der Sambandsflokkurin ist die älteste färöische Partei. Ihre Gründung wurde am 18. August 1906 in der Wochenzeitung Dimmalætting bekanntgegeben. Dimmalætting sollte bis in die 1990er Jahre das offizielle Parteiorgan bleiben. Zum ersten Vorsitzenden wurde Propst Fríðrikur Petersen gewählt.
Das Hauptanliegen von Samband, die staatsrechtliche Verbindung mit Dänemark zu bewahren, zog Liberale wie Konservative gleichermaßen an. Damit erreichte Samband zunächst die absolute Mehrheit der färöischen Wähler, während der nur kurze Zeit später gegründete, auf eine färöische Autonomie abzielende Sjálvstýrisflokkurin in der Minderheit blieb. Zwischen Erstem und Zweitem Weltkrieg stellte sich ein Gleichgewicht der Kräfte ein. Später bildete sich ein stabiles Mehrparteiensystem mit dem Koordinatenkreuz Links-rechts/Unionistisch-separatistisch heraus. Der Stimmenanteil von Samband liegt seit 1945 zwischen 19 und 29 Prozent.
Bei der Volksabstimmung am 14. September 1946 empfahl Samband, die zur Abstimmung stehende Loslösung von Dänemark abzulehnen. Das unklare Ergebnis provozierte eine Verfassungskrise, die erst durch das Autonomiestatut von 1948 beendet werden konnte. Seitdem waren die Unionisten insgesamt 35 Jahre an der Regierung beteiligt, mehr als 20 Jahre stellten sie den Ministerpräsidenten (Løgmaður).
Bei der Løgtingswahl 2011 kam die Partei durch Stimmengewinne auf acht Sitze im Løgting. Sie verlor 2015 jedoch zwei Mandate und musste in die Opposition. Der frühere Parteivorsitzende Kaj Leo Holm Johannesen war von 2008 bis 2015 Regierungschef und von 2004 bis 2015 Vorsitzender von Sambandsflokkurin. Am 24. Oktober 2015 wurde Bárður á Steig Nielsen als sein Nachfolger zum 10. Vorsitzenden seit Gründung gewählt. Sein Stellvertreter wurde
Magni Laksáfoss.

## Parteivorsitzende
- Fríðrikur Petersen (1906–1917)
- Oliver Effersøe (1917–1924)
- Andrass Samuelsen (1924–1948)
- Johan Martin Fredrik Poulsen (1948–1970)
- Trygve Samuelsen (1970–1974)
- Pauli Ellefsen (1974–1990)
- Edmund Joensen (1990–2001)
- Lisbeth L. Petersen (2001–2004)
- Kaj Leo Johannesen (2004–2015)
- Bárður á Steig Nielsen (seit 2015)

## Ministerpräsidenten
- Andrass Samuelsen (1948–1950)
- Kristian Djurhuus (1950–1958, 1968–1970)
- Pauli Ellefsen (1981–1985)
- Edmund Joensen (1994–1998)
- Kaj Leo Johannesen (2008–2015)

## Abgeordnete im Løgting

### 2011–2015
Nach der Wahl vom 29. Oktober 2011 und nach Bildung der Regierung Johannesen II saßen folgende acht Abgeordnete für den Sambandsflokkurin im Løgting:
- Alfred Olsen
- Helgi Abrahamsen
- Edva Jacobsen
- Bárður á Steig Nielsen
- Rósa Samuelsen
- Eivin Jacobsen
- Reimund Langgaard
- Jóna Mortensen

### Seit 2015
Nach der Wahl vom 1. September 2015 sitzen folgende sechs Abgeordnete für den Sambandsflokkurin im Løgting:
- Edmund Joensen
- Kaj Leo Holm Johannesen
- Bárður á Steig Nielsen
- Magnus Rasmussen
- Bjørn Kalsø
- Magni Laksáfoss

## Abgeordneter im Folketing
Samband konnte häufig einen Sitz im dänischen Parlament erobern, bei jeder Wahl zwischen 1950 und 1964 sowie von 1977 bis 1984 einschließlich; bei den Wahlen 1988, 1994, 2001, 2007 und 2011 waren die Unionisten ebenfalls erfolgreich. Der Sitz ging bei der Folketingswahl 2015 wieder verloren.
- Edmund Joensen (1994–1998, 2007–2015)